# Гертель, Казимир Александрович
Казими́р Алекса́ндрович (Алексе́евич) Ге́ртель (2 марта 1889, Варшава — 8 января 1938, Коммунарка) — советский кинорежиссёр, сценарист, художник. Жертва политических репрессий в СССР.

## Биография
Родился в Варшаве. Образование незаконченное высшее, по профессии — архитектор.
В кино с начала 20-х годов. Работал режиссёром в Кинобюро ПУРа «Красная Звезда», на 3-й кинофабрике Госкино. Был приглашён на работу в Узбекистан.
Мы никогда не забудем имена русских кинематографистов, которые, оставив хорошо оснащённые киностудии Москвы, приехали в Ташкент. Не забудем имена режиссёров К. Гертеля, Ч. Сабинского, операторов А. Дорна, Ф. Вериго-Даровского, артистов Смирновой, Пименовой, Мессерер <…>. Все они не искали материальных благ. Они приехали работать, помогать, учить.
В 1926—1927 годах — режиссёр Узбекгоскино. Преподавал на кинематографических курсах при кинофабрике «Шарк Юлдузи». Совместно с рядом российских кинематографистов, приехавших в УзССР в середине 20-годов, оказывал помощь в становлении и развитии узбекского кинематографа. По оценке киноведа Нигоры Каримовой, «один из первых узбекских фильмов, который стал наиболее популярными и пользовался громадным успехом, это фильм режиссёра Казимира Гертеля «Шакалы Равата». По кассовой выручке фильмы Гертеля вошли в первую сотню советских фильмов 1920-х годов.
В 1928—1929 годах — режиссёр в экспериментальном коллективе «Кинофильм» по производству детских кинокартин в Москве. С 1931 года — член Всероссийского общества советских драматургов и композиторов (Всероскомдрама) (по секции кино).
В 1937 году работал художником культурно-воспитательного отдела Производственно-трудовой колонии № 1 НКВД, проживал в Москве.
Арестован 5 ноября 1937 года. Приговорён 8 января 1938 года Военной Коллегией Верховного Суда (ВКВС) СССР по обвинению в шпионаже к ВМН. В тот же день расстрелян. Место захоронения — полигон Коммунарка.
Реабилитирован 21 января 1967 года ВКВС СССР.

## Фильмография

### Режиссёр
- 1925 — Один из двадцати
- 1926 — Не всё коту масленица
- 1927 — Из-под сводов мечети
- 1927 — Шакалы Равата / Звёздный цвет / От полумесяца к звёздам
- 1928 — Хочу быть лётчицей / Герои воздуха

### Сценарист
- 1927 — Из-под сводов мечети (совместно с В. Собберей)

## Комментарии
1. ↑   В феврале 1925 года киноконтора ПУРа «Красная Звезда» выпустила свою первую художественную постановку — фильм К. А. Гертеля «Один из двадцати»[2].